# Aris Leeuwarden in het seizoen 2018-19
Het seizoen 2018-19 van Aris Leeuwarden is het 15e seizoen van de basketbalclub uit Leeuwarden. 

## Team

### Diepte van de Bank
| Pos. | Startende 5       | Bank             |  |  |  |
| ---- | ----------------- | ---------------- |  |  |  |
| C    | Nathaniel Musters | Bas de Jong      |  |  |  |
| PF   | Griffin Kinney    | Bas Veenstra     |  |  |  |
| SF   | David Michaels    |                  |  |  |  |
| SG   | Nick Masterson    | Sjoerd Koopmans  |  |  |  |
| PG   | Jonathan Williams | Deividas Kumelis |  |  |  |

### Transfers
| Speler            | Komt van                       |
| ----------------- | ------------------------------ |
| Griffin Kinney    | Appalachian State              |
| Sjoerd Koopmans   | Donar                          |
| Bas Veenstra      | Aquimisa                       |
| Jonathan Williams | VCU University                 |
| Nick Masterson    | Kennesaw State                 |
| Bas de Jong       | Aris Leeuwarden (U24)          |
| Noah Groen        | BV Groningen                   |
| Bjorn de Vries    | Kaunas (basketbalclub) (Jeugd) |

| Speler               | Vertrokken naar     |
| -------------------- | ------------------- |
| Jeroen van der List  | Feyenoord Basketbal |
| Leroy Peterson       |                     |
| Niels Bunschoten     |                     |
| Stefan Mladenovic    |                     |
| Nathanael Thomas     |                     |
| Emile Blackman       |                     |
| Nate Kratch          |                     |
| Valentijn Lietmeijer | Gestopt             |
| Sven Lemke           |                     |

## Oefenwedstrijden
| 12 September 2018 19:30 | BV Groningen | 53–84 | Aris Leeuwarden | Oude Alo, Groningen |  |
| 12 September 2018 19:30 |              |       |                 |                     |  |
| 12 September 2018 19:30 | {{{series}}} |       |                 |                     |  |
|                         |              |       |                 |                     |  |

| 15 September 2018 17:00 | Aris Leeuwarden |  | ETB Wohnbau Essen | Kalverdijkje, Leeuwarden |  |
| 15 September 2018 17:00 |                 |  |                   |                          |  |
| 15 September 2018 17:00 | {{{series}}}    |  |                   |                          |  |
|                         |                 |  |                   |                          |  |

| 22 September 2018 14:00 | BC Apollo    |  | Aris Leeuwarden | Apollohal, Amsterdam |  |
| 22 September 2018 14:00 |              |  |                 |                      |  |
| 22 September 2018 14:00 | {{{series}}} |  |                 |                      |  |
|                         |              |  |                 |                      |  |

| 30 September 2018 16:00 | Feyenoord Basketbal |  | Aris Leeuwarden | Topsporthal Rotterdam |  |
| 30 September 2018 16:00 |                     |  |                 |                       |  |
| 30 September 2018 16:00 | {{{series}}}        |  |                 |                       |  |
|                         |                     |  |                 |                       |  |

## Gebeurtenissen
- 10 september 2018 - Bjorn de Vries en Noah Groen maken selectie compleet.[1]
- 1 augustus 2018 - Deividas Kumelis terug in het Kalverdijkje.[2]
- 1 augustus 2018 - Sjoerd Koopmans zevende speler Aris[3]
- 23 juli 2018 - Leroy Peterson vertrekt bij Aris[4]
- 21 juli 2018 - Met Masterson haalt Aris topschutter binnen[5]
- 20 juli 2018 - David Michaels terug in het Kalverdijkje![6]
- 19 juli 2018 - Kinney nieuw bij Aris, vertrek Lemke[7]
- 18 juli 2018 - Nathaniel Musters ook komend seizoen bij Aris[8]
- 13 juli 2018 - Jonathan Williams nieuwe pointguard[9]
- 10 juli 2018 - Bas Veenstra eerste nieuweling[10]
- 10 juli 2018 - Tony van den Bosch blijft als hoofdcoach[11]

2014/15· 2015/16 · 2016/17 · 2017/18 · 2018/19 · 2019/20
Apollo Amsterdam · New Heroes Den Bosch  · Donar · Aris Leeuwarden · ZZ Leiden · Feyenoord Basketbal · BAL · Landstede Basketbal · Den Helder Suns · Dutch Windmills